# Джена-Бэнд
Джена-Бэнд (англ. Jena Band of Choctaw Reservation) — индейская резервация, расположенная в центральной части штата Луизиана, США, единственная резервация народа чокто в этом штате.

## История
После приобретения Соединёнными Штатами французских владений в Северной Америке народ чокто начал перемещаться через реку Миссисипи. Несколько групп поселились на территории современного американского штата Луизиана. В 1910 году сообщалось, что в приходах Ла-Салль и Катахула проживало всего 40 чокто.
Группа чокто в Луизиане поддерживала социальный институт с деятельностью, которая включала браки, похороны и обслуживание племенного кладбища. Детям чокто не разрешалось посещать школу с белыми детьми и они не посещали её в течение многих лет. Только через год после окончания Второй мировой войны индейским детям разрешили посещать государственные школы. Последний традиционный вождь луизианских чокто умер в 1968 году, а в 1974 году были проведены первые племенные выборы вождя племени. Впоследствии группа чокто в Луизиане, ставшая известной как джена-бэнд, была официально признана штатом Луизиана, а в 1995 году она получила федеральное признание.

## География
Резервация расположена в центре Луизианы и состоит из шести несмежных земельных участков. Четыре участка, включая штаб-квартиру племени, находятся в приходе Ла-Салл. Остальные два участка расположены на юге прихода Грант. Общая площадь Джена-Бэнд составляет 1,763 км², из них 1,749 км² приходится на сушу и 0,014 км² — на воду. Административным центром резервации является статистически обособленная местность Траут.

## Демография
Общее число членов племени джена-бэнд составляет 327 человек. Официально на территории резервации население отсутствует.

## Комментарии
1. ↑  В состав резервации входит часть населённого пункта.